# Ryan Tannehill
Ryan Timothy Tannehill III (Lubbock, Texas, el 27 de julio de 1988) es un jugador de fútbol americano. Juega en la posición de quarterback y actualmente es agente libre. En sus años universitarios, Tannehill fue el mariscal titular de Texas A&M, hasta que fue seleccionado en el Draft del 2012 por los Miami Dolphins.

## Biografía
Tannehill nació en Lubbock, Texas, pero creció en Big Spring, Texas. Estudió en la Escuela secundaria Big Spring, donde jugó al fútbol americano. Jugó 10 partidos como defensive back en su segundo año. En su tercer año, lanzó para 1.410 yardas y consiguió 822 yardas por tierra como quarterback. En su último año llevó a su equipo a los playoffs, alcanzando las 1.258 yardas por aire y 617 por tierra, pese a perderse dos partidos en esa temporada debido a un hombro dislocado. Ese año también registró tres recepciones por un total de 62 yardas y un promedio de despeje de 39.2 y un máximo de 84 yardas. Por su destacado desempeño en sus dos últimas temporadas en la secundaria fue incluido en el segundo equipo del Distrito 4-4A.

## Carrera universitaria

### 2008
Tannehill optó por no jugar en su primer año en la universidad en 2007. Ya en 2008, Mike Sherman fue nombrado entrenador en jefe. En el campamento de entrenamiento de verano, Tannehill compitió contra el quarterback veterano Stephen McGee y el estudiante de segundo año Jerrod Johnson por la posición de quarterback titular. Finalmente terminaría de tercero, detrás de Johnson y McGee. Sherman, cuya ofensiva utiliza receptores reales, lo trasladó a la posición de receptor.
En su quinto partido rompió el récord de la universidad de yardas para un novato con 210 en 12 recepciones. Luego de sus seis recepciones que significaron 78 yardas en el partido frente a Iowa State, rompió el récord de recepciones y yardas por aire de un novato de Texas A&M. Tannehill terminó su primera temporada con 844 yardas por aire, quedando a apenas 11 yardas del récord fijado por Robert Ferguson en el 2000. Como quarterback solo intentó un pase en toda la temporada.
Tannehill había expresado su deseo de convertirse en el quarterback titular en A&AM:"Todavía me considero un quarterback, aun quiero ser un quarterback aquí en A&M. Espero que termine siendo así. Pero si las cosas no suceden de esa manera, y el entrenador piensa que puedo ayudar mejor al equipo como receptor, entonces no tengo problema con eso".

### 2009
Antes de iniciar la temporada 2009, Tannehill y Jerrod Johnson compitieron por la posición de quarterback titular, y esta finalmente fue otorgada a Johnson.
Tannehill terminó la temporada 2009 liderando a su equipo con 46 recepciones, 609 yardas por aire y cuatro touchdowns. Un 80% de sus recepciones terminaron en first downs o touchdowns. Recibió una Mención Honorable en el All-Big 12 por su desempeño. Como quarterback solo ejecutó ocho jugadas en toda la temporada.

### 2010

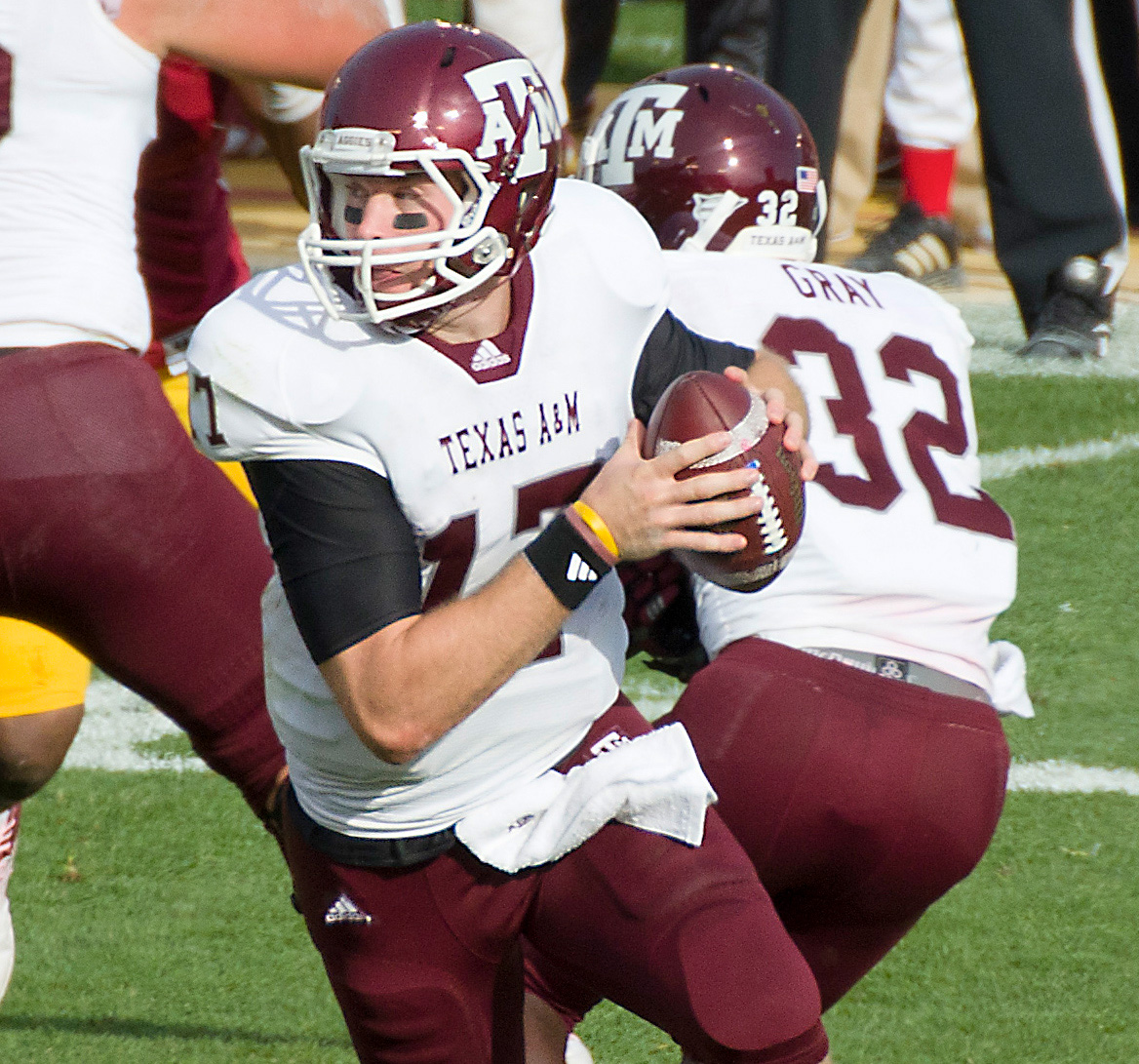
Tannehill contra Iowa State en 2011.

Tannehill continuó jugando como receptor durante los primeros seis partidos de la temporada 2010. En esos seis partidos registró 11 recepciones y 143 yardas. Lanzó cuatro pases en el primer partido de la temporada.
En el partido ante Kansas jugó gran parte del mismo como quarterback, compartiendo los minutos en esa posición con Jerrod Johnson. Tannehill terminó el partido completando 12 de sus 16 pases y registrando un total de 155 yardas por aire y tres touchdowns. En su primer partido como titular en la posición, Tannehill fue fundamental en la victoria 45-27 ante Texas Tech. Fijó un récord para los Aggies con sus 449 yardas por aire. Además pateó un despeje por 33 yardas, la primera patada de su carrera.
Tannehill fue el quarterback en la victoria de los Aggies ante el en ese entonces No. 11 Oklahoma, victoria que elevó al equipo entre los primeros 25 del ranking. Sus actuaciones subsiguientes en esta posición ayudaron al equipo a mantenerse entre los 25 con victorias sobre Baylor y Nebraska (No. 9). En el partido contra Nebraska despejó en dos ocasiones ya que el despejador titular estaba lesionado. Él y su equipo derrotaron a Texas en el último partido de la temporada regular. Volvió a recibir una Mención Honorable en el All-Big 12.

### 2011
En 2011, Tannehill fue el quarterback titular en los 13 partidos de los Aggies (incluyendo el partido del tazón) y cumplió las funciones de capitán. Lanzó para 3.744 yardas y 29 touchdowns, con 15 intercepciones. Completó el 61,6% de sus pases y registró un rating de quarterback de 133,2. También anotó cuatro touchdowns por tierra.
Tannehill terminó su carrera como mariscal en Texas A&M con un total de 5.450 yardas por aire y 42 pases de touchdown.

### Estadísticas
| Año    | Pases    | Pases   | Pases  | Pases | Pases | Pases | Pases  | Pases | Pases |  | Por tierra | Por tierra | Por tierra | Por tierra |  | Recepciones | Recepciones | Recepciones | Recepciones |
| Año    | Partidos | Titular | Rating | Comp  | Pases | Pct   | Yardas | TD    | Int   |  | Pases      | Yardas     | Promedio   | TD         |  | Rec         | Yds         | Promedio    | TD          |
| ------ | -------- | ------- | ------ | ----- | ----- | ----- | ------ | ----- | ----- |  | ---------- | ---------- | ---------- | ---------- |  | ----------- | ----------- | ----------- | ----------- |
| 2008   | 1        | 0       | 167,2  | 1     | 1     | 100.0 | 8      | 0     | 0     |  | 2          | -8         | -4,0       | 0          |  | 55          | 844         | 15,3        | 5           |
| 2009   | 2        | 0       | 113,0  | 4     | 8     | 50.0  | 60     | 0     | 0     |  | 4          | -5         | -1,3       | 0          |  | 46          | 609         | 13,2        | 4           |
| 2010   | 8        | 7       | 137    | 152   | 234   | 65    | 1,638  | 13    | 6     |  | 51         | 76         | 1.5        | 1          |  | 11          | 143         | 13,0        | 1           |
| 2011   | 13       | 13      | 133.,2 | 327   | 531   | 61.6  | 3.744  | 29    | 15    |  | 58         | 306        | 5.3        | 4          |  | 0           | 0           | 0           | 0           |
| Totals | 24       | 20      | 134    | 484   | 774   | 62.53 | 5.450  | 42    | 21    |  | 115        | 369        | 3.21       | 5          |  | 112         | 1.596       | 13,8        | 10          |

Estadísticas actualizadas al fin de la temporada 2011.

## Carrera profesional

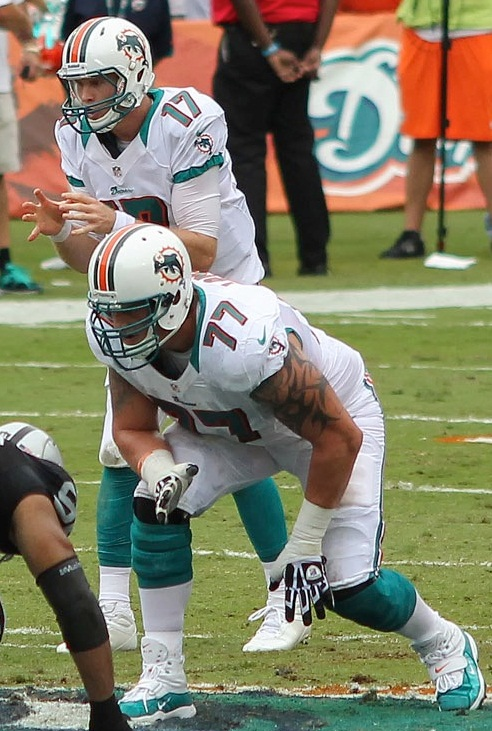
Tannehill y Jake Long en 2012.

Tannehill corrió las cuarenta yardas en 4,58 segundos en su día de pruebas como profesional. Fue considerado como el tercer prospecto en la posición de quarterback en el Draft de 2012 de la NFL, detrás de Andrew Luck y Robert Griffin III.
En el Draft de 2012 de la NFL, los Miami Dolphins eligieron a Tannehill en la 8ª selección general. Fue el primer quarterback en ser elegido por los Dolphins en primera ronda desde que seleccionaran a Dan Marino en el Draft de 1983. Se convirtió en el 13º mariscal titular de Miami desde Dan Marino y tan solo el tercero en ser elegido en la primera ronda en la historia de la franquicia detrás de Bob Griese y Marino.
El ex safety de la NFL y actual analista del NFL Network, Mike Mayock, dijo de Tannehill: "Lo considero el 19° mejor jugador del draft, lo que quiere decir que no creo que esté listo para contribuir en gran medida este año. Todas sus rutas exteriores son fenomenales. Cuando tiene problemas es en las rutas interiores en donde se queda mirando a sus receptores, comete errores y lanza intercepciones".
El 28 de julio de 2012, el Miami Herald reportó que Tannehill había firmado un contrato por cuatro años con los Dolphins, valuado en aproximadamente 12,684 millones de dólares, con opción para un quinto año.
El 20 de agosto de 2012, Tanehill fue designado como el quarterback titular para el primer partido de la temporada ante los Houston Texans. Tanehill se convertiría en el 17º quarterback del equipo titular desde el retiro de Dan Marino,.

### Temporada 2012
En la semana 1 de la temporada 2012 de la NFL, Tannehill jugó su primer partido como profesional en un partido que terminaría en derrota 30 a 10. Terminó con 219 yardas, tres intercepciones y 0 touchdowns. Doos de sus tres intercepciones fueron desviadas en la línea de golpeo por el línea defensivo J. J. Watt de los Texans. Con respecto a la actuación de Tannehill, Joe Philbin dijo “(También) tenemos que hacer un mejor trabajo en la protección (de pases), y en ocasiones los receptores tienen que proteger el pase. Yo diría que, como normalmente es el caso, existe un poco de culpa en todos los niveles.”
En la semana 2 de la temporada 2012 de la NFL, Tannehill mejoró drámaticamente en la victoria 35-13 sobre los Oakland Raiders. Tannehill lanzó para 200 yardas, un touchdown y cero intercepciones, además de conseguir 14 yardas por tierra y una anotación. También solucionó su problema con los pases desviados, con ninguno siendo derribado en este partido.
Al final de la semana 3, Tannehil había completado menos del 53% de sus pases, y tan solo tení un touchdown además de cuatro intercepciones.
En la semana 4 frente a los Arizona Cardinals, Tannehill lanzó para 431 yardas,  sobrepasando el récord de yardas por aire en un solo partido por un quarterback novato de los Dolphins, fijado por Dan Marino en 1983. La nueva marca de Tannehill estuvo a apenas 1 yarda del récord de la NFL fijado por Cam Newton de Carolina en 2011. Terminó el partido con un touchdown y 2 intercepciones; los Dolphins finalmente perdiero 24-21 en tiempo extra. En la semana 16, Tannehill rompió el récord de franquicia de la carrera más larga de un quarterback en una sola jugada con 31 yardas. El récord anterior lo había fijado Pat White con una carrera de 30 yardas en la temporada 2009. En ese mismo partido, Tannehill se convirtió en el quinto quarterback en la historia del equipo en sobrepasar las 3.000 yardas en una sola temporada.
Tannehill terminó la temporada rompiendo los récords de franquicia de yardas por aire, intentos de pase y pases completados por un novato.

### Estadísticas

#### Temporada regular
| Año   | Equipo | P  | PT | Por Aire | Por Aire | Por Aire | Por Aire | Por Aire | Por Aire | Por Aire | Por Aire | Por Tierra | Por Tierra | Por Tierra | Por Tierra | Capturas | Capturas | Fumbles | Fumbles |
| Año   | Equipo | P  | PT | Intentos | Comp     | Pct      | Yds      | Y/A      | TD       | Int      | Rtg      | Intentos   | Yds        | Avg        | TD         | Sack     | YdsP     | Fum     | FumP    |
| ----- | ------ | -- | -- | -------- | -------- | -------- | -------- | -------- | -------- | -------- | -------- | ---------- | ---------- | ---------- | ---------- | -------- | -------- | ------- | ------- |
| 2012  | MIA    | 16 | 16 | 484      | 282      | 58,3     | 3294     | 6,8      | 12       | 13       | 76,1     | 49         | 211        | 4,3        | 2          | 35       | 234      | 9       | 4       |
| Total | Total  | 16 | 16 | 484      | 282      | 58,3     | 3294     | 6,8      | 12       | 13       | 76,1     | 49         | 211        | 4,3        | 2          | 35       | 234      | 9       | 4       |

### Temporada 2013
En la temporada del 2013, Tannehill lanzó para 3913 yardas completando 60.4% de sus pases, terminando la temporada del 2013 con 24 touchdowns, y 17 intercepciones.

### Temporada 2014
En la semana 16, Tannehill tuvo el mejor partido de su carrera en un triunfo por 37-35 contra los Vikingos de Minnesota, donde lanzó para 396 yardas y 4 touchdowns.